# آدم مارتن
آدم مارتن (بالإنجليزية: Adam Martin)‏ هو مغني أسترالي، ولد في 10 مارس 1988.

## وصلات خارجية
- الموقع الرسمي
- آدم مارتن على موقع ميوزك برينز (الإنجليزية)